# I liga polska w hokeju na lodzie
I liga polska w hokeju na lodzie – druga w hierarchii klasa męskich ligowych rozgrywek hokeja na lodzie w Polsce, będąca jednocześnie drugim szczeblem centralnym (II poziom ligowy). Zmagania w jej ramach toczą się od edycji 1955/56 cyklicznie, systemem kołowym, czasem z fazą play-off na zakończenie każdego z sezonów i przeznaczone są dla polskich drużyn klubowych. Jej triumfator uzyskuje prawo gry o awans do Polskiej Hokej Ligi.

## Historia
W 1955 r. Polski Związek Hokeja na Lodzie podjął decyzję o gruntownej reformie systemu rozgrywek o MP i utworzeniu systemu ligowego I i II szczebla. Pierwszy z nich stanowiła I liga, zwyczajowo nazywana Ekstraklasą, zaś kolejnym była II liga. Rywalizację w nowej formule zainaugurowano w sezonie 1955/56 w 8-zespołowej Ekstraklasie i 8-drużynowej II lidze, którą stanowiły dwie 4-zespołowe grupy (przydział do każdej z nich odbywał się na zasadzie klucza geograficznego). Triumfatorem premierowej edycji zostało KTH Krynica i to ono uzyskało promocję do I ligi sezonu 1956/57. W latach 50. i 60. w Polsce funkcjonowały również ligi wojewódzkie, których zwycięzca (po barażach) awansował na II poziom ligowy. Do kolejnej edycji II ligi (1956/57) ponownie przystąpiło 8 klubów, lecz tym razem walczyły one w jednej grupie. W sezonie 1958/59 pomniejszono ją do 6 drużyn, jednak do modelu 8-zespołowego wrócono w edycji 1959/60. W kolejnych latach system rozgrywek na tym szczeblu zmieniał się co jakiś czas - z jednogrupowego na dwugrupowy i odwrotnie. Utworzono również strefową (regionalną) III ligę.
Po sezonie 2018/19 dokonano reorganizacji rozgrywek i w edycji 2019/20 dokonano włączenia do I ligi zespołów z Centralnej Ligi Juniorów.

## Triumfatorzy
(Opracowano na podstawie materiału źródłowego)
| - 1956 – CWKS Bydgoszcz - 1957 – Piast Cieszyn - 1958 – ŁKS Łódź - 1959 – Pomorzanin Toruń - 1960 – Polonia Bydgoszcz - 1961 – zespoły II ligi włączone do I ligi - 1962 – Naprzód Janów - 1963 – ŁKS Łódź - 1964 – Górnik Murcki - 1965 – Pomorzanin Toruń - 1966 – KTH Krynica - 1967 – Cracovia - 1968 – Włókniarz Zgierz - 1969 – ŁKS Łódź - 1970 – Unia Oświęcim - 1971 – Zagłębie Sosnowiec - 1972 – KTH Krynica - 1973 – Zagłębie Sosnowiec - 1974 – Legia Warszawa / Unia Oświęcim - 1975 – GKS Tychy / KTH Krynica - 1976 – Stal Sanok - 1977 – Cracovia - 1978 – Legia Warszawa |  | - 1979 – GKS Tychy - 1980 – Budowlani Bydgoszcz - 1981 – Polonia Bytom - 1982 – Stoczniowiec Gdańsk - 1983 – Unia Oświęcim - 1984 – Stoczniowiec Gdańsk - 1985 – Legia KTH Krynica - 1986 – Polonia Bydgoszcz - 1987 – Unia Oświęcim - 1988 – Pomorzanin Toruń - 1989 – Polonia Bydgoszcz - 1990 – ŁKS Łódź - 1991 – Zofiówka Jastrzębie - 1992 – STS Sanok - 1993 – MOSiR Sosnowiec - 1994 – BTH Bydgoszcz - 1995 – Znicz Pruszków - 1996 – KTH Optimus Krynica - 1997 – nie rozgrywano - 1998 – nie rozgrywano - 1999 – nie rozgrywano - 2000 – Polonia Bytom - 2001 – Zagłębie Sosnowiec |  | - 2002 – TKH Toruń - 2003 – Orlik Opole - 2004 – Cracovia - 2005 – Zagłębie Sosnowiec - 2006 – KTH Krynica - 2007 – Polonia Bytom - 2008 – JKH Czarne Jastrzębie - 2009 – Unia Oświęcim - 2010 – KTH Krynica - 2011 – Nesta Toruń - 2012 – HC GKS Katowice - 2013 – Polonia Bytom - 2014 – Naprzód Janów - 2015 – Zagłębie Sosnowiec - 2016 – Stoczniowiec 2014 Gdańsk - 2017 – Naprzód Janów - 2018 – Nesta Mires Toruń - 2019 – Naprzód Janów - 2020 – Zagłębie Sosnowiec - 2021 – Polonia Bytom - 2022 – Niedźwiadki Sanok - 2023 – Niedźwiadki Sanok - 2024 – KS Katowice Naprzód Janów - 2025 – KS Katowice Naprzód Janów |